# Llama Gabilondo y Cia SA
Llama Gabilondo y Cia SA, krajše samo Llama je špansko orožarsko podjetje.
Ustanovljeno je bilo leta 1904 pod imenom Gabilondo y Urresti, sedež pa je imelo v mestu Guernica, v avtonomni pokrajini Baskija.
Po prvi svetovni vojnise je podjetje preimenovalo v Gabilondo et Kompania, sedež pa se je preselil v Elgibar v baskijski provinci Gipusco, od koder se je desetletje kasneje spet preselilo, tokrat v glavno mesto baskijske avtonomne pokrajine in province Alava, Vitorio.
Po drugi svetovni vojni se je spremenilo lastništvo podjetja, zaradi česar se je podjetje spet preimenovalo. Postalo je znano pod imenom Llama Gabilondo y Cia SA, pod tem imenom pa deluje še danes.

## Osnovna dejavnost in nekateri produkti
Podjetje se je specializiralo za proizvodnjo kratkocevnega in dolgocevnega orožja, predvsem namenjenega južnoameriškemu tržišču. 
Sprva je podjetje Gabilondo y Urresti izdelovalo kopije revolverjev sistema Nagant, Veledog, Colt Police in nekaterih drugih, med letoma 1910 in 1915 pa so se posvetili izdelovanju žepnih pištol Radium v kalibru .25 ACP. Tej pištoli je kmalu sledila proizvodnja kopij priljubljenega Browninga M1903 v kalibrih 6,35 mm in .32 ACP. Podjetje je kmalu začelo izdelovati prvo lastno pištolo, Ruby v slednjem, novem priljubljenem kalibru, ki ga je pred začetkom prve svetovne vojne, za osebno oborožitev svojih častnikov, naročila celo Francija.
Po prvi svetovni vojni sta bila glavna aduta te španske tovarne pištoli Danton in Bufalo, ki so jih izdelovali v kalibrih .25 ACP, .32 ACP ter .380 ACP. Pištoli sta bili v bistvu poenostavljeni kopiji pištole Browning M1910. Bufalo so izdelovali med letoma 1919 in 1921, Danton pa med letoma 1925 in 1931. 
Zaradi gospodarske krize je bilo podjetje prisiljeno prodati licenco za Ruby barcelonskemu podjetju Beristina & Co, ki je s prodajo te pištole hitro zaslovelo.
Ime Llama, pod katerim podjetje danes trži svoje izdelke, se je prvič pojavilo 12. marca 1932, ko je podjetje na trg lansiralo kopijo legendarnega Colta M1911. Ta klon se je imenoval Llama, od tega leta naprej pa se ime pojavlja kot blagovna znamkaza vse izdelke tega orožarskega podjetja. 